# Калача (Тимиш)
Калача (рум. Călacea) насеље је у Румунији у округу Тимиш у општини Орцишоара. Oпштина се налази на надморској висини од 115 m.

## Прошлост
По "Румунској енциклопедији" место се први пут помиње 1311. године. На Марсилијевој карти из 1723. године налази се "Калач". Ту је 1758. године црква брвнара посвећена Св. великомученику Георгију. Нова од чврстог материјала подигнута је 1829. године. Царица Марија Терезија је половином 18. века покушавала да расели Калачу и друга околна места; Калачу није успела јер се православно становништво противило. Једно време власник села био је бечки банкар Георг Сина. 
Лалача је 1764. године била парохија у Варјашком протопрезвирату. Аустријски царски ревизор Ерлер је 1774.SIRUTA кодине констатовао да Калача припада Сентандрашком округу, Темишварског дистрикта. Становништво је било претежно влашко. Када је 1797. године пописан православни клир у месту су евидентирана два свештеника. Оба пароха, поп Кузман Поповић (рукоп. 1792) и поп Јован Николајевић (1794) служили су се српским и румунским језиком.

## Становништво
Према подацима из 2002. године у насељу је живело 674 становника.

### Попис2002.
| Расподела становништва по националности 2002.‍ | Расподела становништва по националности 2002.‍ | Расподела становништва по националности 2002.‍ | Расподела становништва по националности 2002.‍ | Расподела становништва по националности 2002.‍ |
| --------------------------------------------- | --------------------------------------------- | --------------------------------------------- | --------------------------------------------- | --------------------------------------------- |
|                                               |                                               |                                               |                                               |                                               |
| Румуни                                        | Румуни                                        |                                               | 610                                           | 90,6%                                         |
| Мађари                                        | Мађари                                        |                                               | 39                                            | 5,8%                                          |
| Немци                                         | Немци                                         |                                               | 24                                            | 3,6%                                          |